# Маунт Вернон (Илиноис)
Маунт Вернон (енгл. Mount Vernon) град је у америчкој савезној држави Илиноис. По попису становништва из 2010. у њему је живело 15.277 становника.

## Демографија
Према попису становништва из 2010. у граду је живело 15.277 становника, што је 992 (6,1%) становника мање него 2000. године.
| Група             | 2000.          | 2010.          |
| Белци             | 13.589 (83,5%) | 12.138 (79,5%) |
| Афроамериканци    | 2.011 (12,4%)  | 2.250 (14,7%)  |
| Азијати           | 125 (0,8%)     | 160 (1,0%)     |
| Хиспаноамериканци | 242 (1,5%)     | 369 (2,4%)     |
| Укупно            | 16.269         | 15.277         |